# Kallithea (Attica)
Kallithea of Kallithea Attikis (Grieks: Καλλιθέα of Καλλιθέα Αττικής) is een gemeente (dimos) in de Griekse bestuurlijke regio (periferia) Attica. De gemeente Kallithea is ingedeeld in drie stadsdistricten (dimotiko diamerisma).
Kallithea (letterlijk "mooi uitzicht") is met zijn 21.067,6 inwoners per vierkante kilometer de dichtst bevolkte stad van het land. Het centrum van Kallithea ligt op drie kilometer van Athene. Het moderne Kallithea werd gebouwd in de aanloop naar de Olympische Spelen van 1896. In de jaren '20 nam het aantal inwoners sterk toe door een stroom van vluchtelingen na de Grieks-Turkse oorlog en het Verdrag van Lausanne. De meeste vluchtelingen waren afkomstig uit voormalige Byzantijnse steden in Anatolië.
Er zijn twee universiteiten gevestigd in Kallithea, en ook zijn er vele sportclubs, waaronder Kallithea FC.
- Library of Congress Control Number: no2007126039
- Virtual International Authority File: 129386417